# Schmalsattel
Ein Schmalsattel ist eine durch Halokinese entstandene geologische Sattelstruktur, bei der die Deckschichten über einer dicht an die Erdoberfläche reichenden Salzstruktur verhältnismäßig steil aufgerichtet sind. Die Deckschichten fallen daher relativ steil ein, besitzen schmale Ausbisse und sind bisweilen stark gestört.
An der Erdoberfläche äußert sich ein Schmalsattel als eher schmaler Höhenzug mit relativ steilen Flanken. Ein Wechsel von erosionsbeständigen und erosionsanfälligen Schichten resultiert in mehreren parallelen, sehr schmalen Höhenrücken (Schichtrippen), zwischen denen sich ähnlich schmale Ausräumungsmulden erstrecken. Schmalsättel finden sich in Deutschland in größerer Zahl im nördlichen Harzvorland, so die Asse und der Heeseberg, die beide der gleichen Salzstruktur aufsitzen, der Dorm, der Harly sowie der in seiner Kernregion ausgeräumte Quedlinburger Sattel mit dem Hoppelberg und den Thekenbergen als Schichtrippen an seinen Flanken bzw. im Übergang zur Halberstädter Mulde.
Das Gegenstück zum Schmalsattel ist der Breitsattel.